# Carlos María Fossati
Carlos María Fossati Soares de Lima (Montevideo, 3 de febrero de 1946) es un cantante, compositor y guitarrista folclórico uruguayo.

## Biografía
Comenzó su carrera artística profesional en 1975. Desde entonces ha presentado espectáculos en varios países de América del Sur, en los cuales interpreta su repertorio integrado por canciones de corte folclórico.
Participó en varios álbumes colectivos en los que exalta el carácter de figuras históricas uruguayas del Partido Nacional, como Aparicio Saravia o Leandro Gómez. En ese sentido, tiene en su haber la interpretación más conocida del tema De poncho blanco, que relata la muerte de Saravia en la batalla de Masoller.

## Discografía

### Solista
- De poncho blanco (Sondor 44029. 1975)
- Heroica Paysandú (Sondor 44042. 1976)
- Volumen 3 (Sondor 44068. 1977)
- De la campaña (Sondor 44086. 1977)
- Por qué mi canto (Sondor 44121. 1980)
- ¡Hasta sucumbir! (Sondor 44236. 1982)
- Lo más blanco de Carlos María Fossati (Sondor 44468. 1986)
- Luna blanca (Sondor 84511. 1988)
- 25 años de canto (Sondor 8172.2. 2000)

### Reediciones
- Lo más blanco de Carlos María Fossati (1998)

### Colectivos
- Leandro Gómez (junto a Carlos Benavides, Eduardo Larbanois y Julio Mora, 1978)
- La gesta de Aparicio (junto a Carlos Benavides, Conjunto Cimarrones y Antonio González "El Pampa". Sondor, 1975, reedición en 1994)
- Canto Nuestro (Artistas varios). Sondor. 1977.

- Datos: Q5750905